# تاریخ آتلانتیک

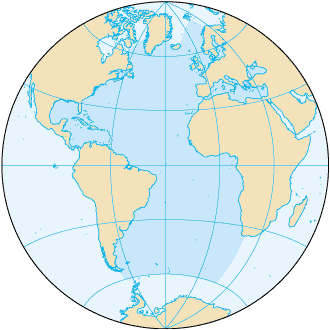
اقیانوس اطلس نام خود را به اصطلاح دنیای اطلس در عصر جدید اولیه می‌دهد

تاریخ اقیانوس اطلس یک رشته تخصصی در تاریخ است که به مطالعه جهان اقیانوس اطلس در عصر جدید اولیه می‌پردازد. «جهان اطلس» با کشف سرزمین جدیدی توسط اروپایی‌ها ایجاد شد و تاریخ اقیانوس اطلس مطالعه این جهان است. فرض بر این است که به دنبال افزایش تماس پایدار اروپا با دنیای جدید در قرن شانزدهم، قاره‌های آمریکا، اروپا و آفریقا یک سیستم منطقه ای یا حوزه مشترک اقتصادی و تبادل فرهنگی را که می‌تواند به عنوان یک واحد کلی مورد مطالعه قرار گیرد را تشکیل می‌دهند.
درون‌مایه اصلی تاریخ اقیانوس اطلس تمرکز بر تعامل پیچیده بین اروپا (به ویژه امپراتوری‌های استعماری بریتانیا، فرانسه، اسپانیا و پرتغال) و مستعمرات آنها در قاره آمریکا می‌باشد. تاریخ اقیانوس اطلس مجموعه طیف وسیعی از موضوعات جمعیتی، اجتماعی، اقتصادی، سیاسی، حقوقی، نظامی، فکری و مذهبی را در بر می‌گیرد که با نگاهی به هر دو سوی اقیانوس اطلس به صورت مقایسه ای مورد بررسی قرار می‌گیرد. تحولات مذهبی در بریتانیا، آلمان و سیزده مستعمره نیز در تاریخ اقیانوس اطلس اهمیت دارد و موضوعاتی چون مهاجرت، نژاد و برده‌داری نیز موضوعات مهمی هستند.
محققان تاریخ اقیانوس اطلس معمولاً بر ارتباطات و مبادلات بین این مناطق و تمدن‌هایی بومی و جدید مهاجرت کرده به قاره آمریکا تمرکز دارند. این محققان استدلال می‌کنند که مرزهای موجود بین دولت‌های ملی که به‌طور سنتی محدودیت‌های تاریخ نگاری قدیمی را تعیین می‌کردند، نباید در مورد پدیده‌های فراملی مانند برده داری، استعمار، فعالیت‌های تبلیغی-مذهبی و گسترش محدوده اقتصادی اعمال شوند. تاریخ زیست‌محیطی و مطالعه جمعیت‌شناسی تاریخی نیز نقش مهمی در تاریخ اقیانوس اطلس ایفا می‌کنند و بسیاری از سؤالات کلیدی در این زمینه حول تأثیرات زیست‌محیطی و همه‌گیرشناسی پدیده تاریخی مبادله کلمبی می‌چرخد.
رابرت روزول پالمر، مورخ آمریکایی انقلاب فرانسه، مفهوم تاریخ اقیانوس اطلس را در دهه ۱۹۵۰ میلادی برای اولین بار در یک تاریخچه مقایسه ای گسترده از چگونگی تجربه کشورهای متعدد از «عصر انقلاب» در کتاب خود با نام عصر انقلاب دموکراتیک: تاریخ سیاسی اروپا و آمریکا ۱۷۶۰–۱۸۰۰ به کار برد. او در این اثر انقلاب‌های فرانسه و آمریکا را به عنوان الگوهای موفق در برابر انواع دیگر انقلاب‌ها مقایسه نکرد و در عوض، او درک وسیع تری از تغییراتی که توسط فرآیندهای انقلابی در سراسر تمدن غرب رهبری می‌شد را توسعه داد. اثر رابرت روزول پالمر به دنبال تأثیر از سی ال.آر. جیمز می‌باشد. جیمز در دهه ۱۹۳۰ میلادی تاریخ اروپا را با تاریخ کارائیب ارتباط داد. از دهه ۱۹۸۰ میلادی به بعد، تاریخ اقیانوس اطلس به عنوان جایگزینی فزاینده محبوب برای رشته قدیمی‌تر تاریخ امپراتوری ظهور کرده‌است، اگرچه می‌توان ادعا کرد که این رشته صرفاً اصلاح و جهت‌گیری مجدد در تاریخ‌نگاری سنتی است که به تعامل بین اروپایی‌های عصر جدید اولیه و مردم بومی جهان اطلس می‌پردازد. سازماندهی تاریخ اقیانوس اطلس به عنوان یک حوزه شناخته شده دانشگاهی تاریخ نگاری در دهه ۱۹۸۰ میلادی با انگیزه مورخانی آمریکایی چون برنارد بیلین از دانشگاه هاروارد و جک پی. گرین از دانشگاه جانز هاپکینز آغاز شد. ادغام و یکپارچگی ایجاد شده به کمک اتحادیه اروپا پس از جنگ جهانی دوم و اهمیت مداوم ناتو نقش غیرمستقیمی در تحریک افزایش علاقه به تاریخ اقیانوس اطلس در سراسر دهه ۱۹۹۰ میلادی ایفا کرد.

## انتقادها
به گفته برخی از منتقدان، تاریخ اقیانوس اطلس چیزی فراتر از تاریخ امپراتوری تحت نام دیگری نیست. استدلال شده‌است نگاهی واحد به قاره‌های اروپا آفریفا و آمریکا بدون بررسی هرکدام به نحوی جداگانه بیش‌از حد کلی است. به گفته «Caroline Dodds Pennock» در طول قرن شانزدهم هزاران نفر از بومیان آمریکا و برخی به انتخاب خود از اقیانوس عبور می‌کردند و این اشتباه است که اغلب مردم بومی را دریافت کنندگان ثابت برخوردهای انسانی فرااطلسی دانست.

## استنادات
1. ↑  Bailyn, Bernard. 2005. Atlantic History: Concept and Contours. Cambridge, Mass: Harvard University Press, 2005
2. ↑  Karen Ordahl Kupperman, The Atlantic in World History (2012)
3. 1 2  O'Reilly, (2004)
4. ↑  Edoardo Tortarolo, "Eighteenth-century Atlantic history old and new," History of European Ideas (2008) 34#4, pp. 369–374.
5. ↑  Philip D. Morgan, ed. (2009). -9780801890352 Atlantic History: A Critical Appraisal. Oxford UP. p. -9780801890352/page/35 35. ISBN 978-0-19-532033-6. {{cite book}}: Check |url= value (help)
6. ↑  Nancy L. Rhoden (2014). English Atlantics Revisited: Essays Honouring Ian K. Steele. McGill-Queen's Press. p. 19. ISBN 978-0-7735-6040-6.
7. ↑  Dodds Pennock, Caroline (2020-06-29). "Aztecs Abroad? Uncovering the Early Indigenous Atlantic". The American Historical Review. Archived from the original on July 27, 2020. Retrieved 2020-12-30.